# 巴伐利亞白香腸

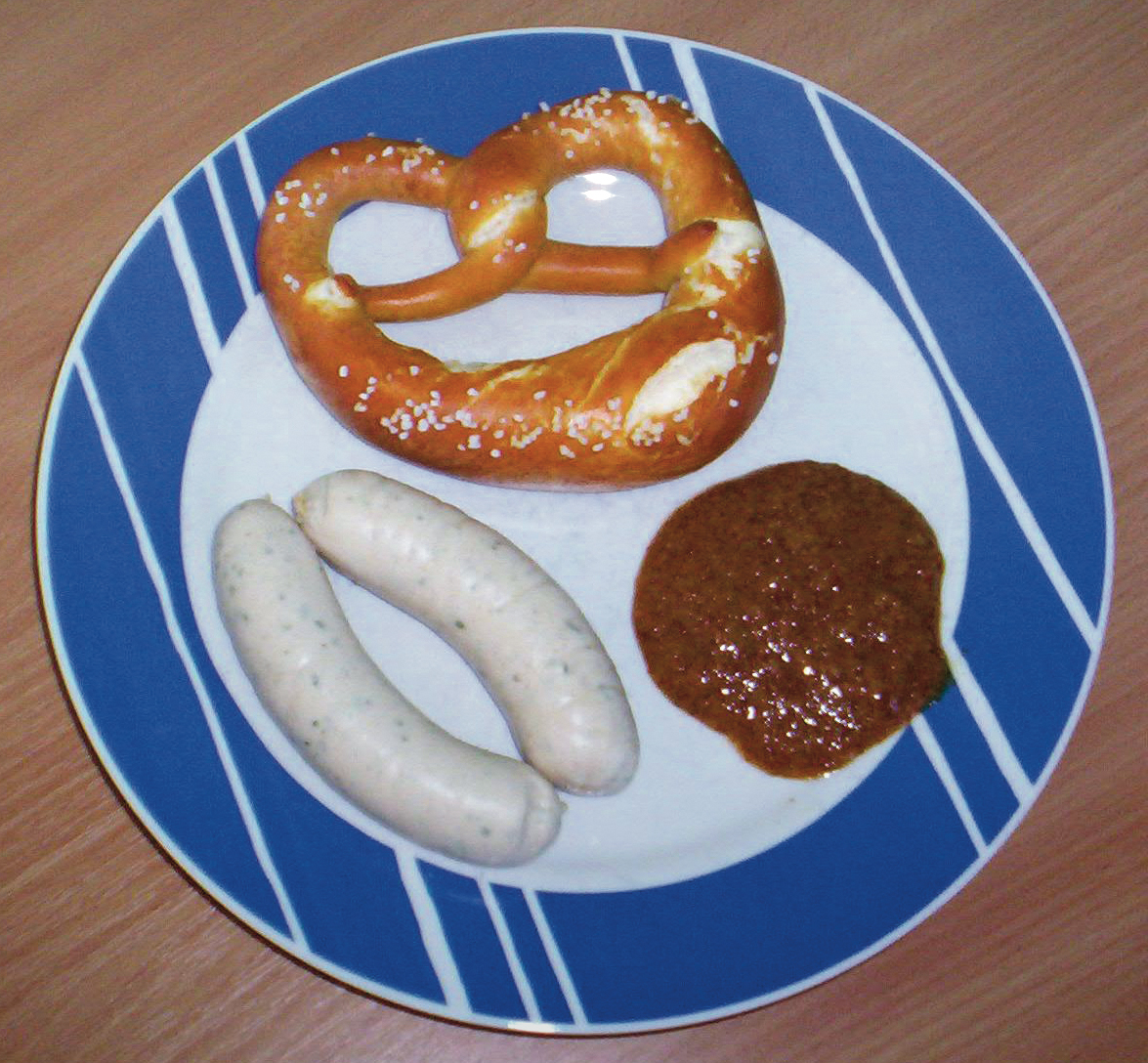
巴伐利亞白香腸和椒鹽卷餅，伴甜芥末醬食用

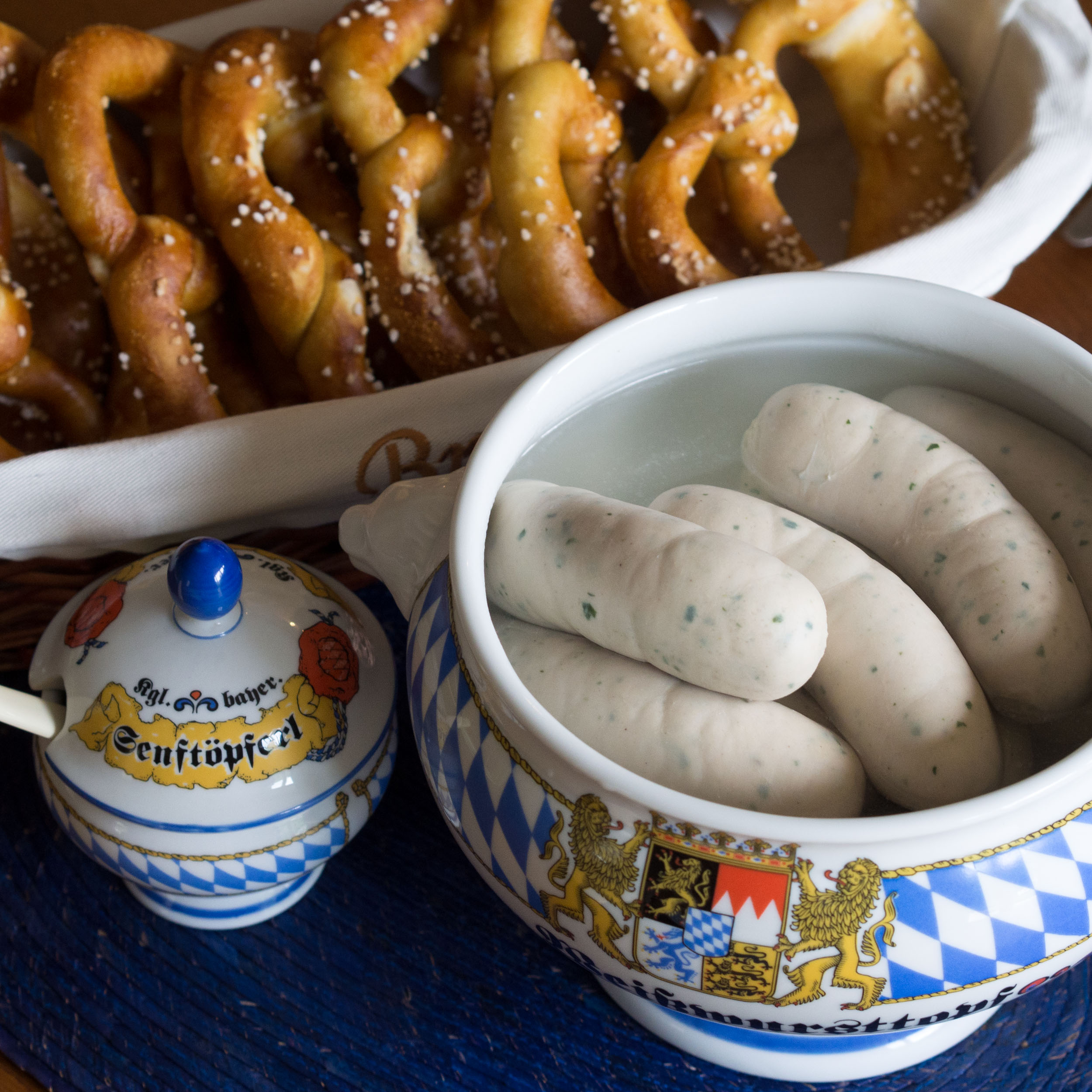
在热水中烫熟的白香肠

巴伐利亞白香腸（德語：Weißwurst，直译：「白香腸」，[ˈvaɪsvʊɐ̯st] ⓘ）是巴伐利亞一種傳統香腸。由剁碎的小牛肉和煙豬肉製做，調味料有歐芹（亦稱beiderl）、肉豆蔻、小豆蔻、蔥、薑、檸檬和洋蔥。香腸大約長四到五英寸長和一英寸厚 （十到十二公分長，厚三到四公分）。使用的腸衣為豬腸。
由於這種香腸沒有被熏製或以其他方式保存，此香腸非常容易腐敗。傳統上，巴伐利亞白香腸應在早上及早準備，在首頓或第二頓早餐吃。有說法是香腸不應該允許在中午聽見教會的響鐘。直到今天，大多數巴伐利亞人在午餐時間之後也不會吃巴伐利亞白香腸（但過了正中午一點半吃一頓由白香腸組成的午餐是完全可以接受的）。
香腸在沸水中加熱大約十分鐘。在這過程中會因為沒添加可保存肉色的亚硝酸盐而使香腸顏色變成灰白色。上菜時香腸放在一個大碗沸水中，使它不太快冷卻下來，不吃腸衣。 巴伐利亞白香腸 的吃法包括稱為 zuzeln（巴伐利亞語指吮吸）的傳統方法，其中香腸的每一端被切開或咬開，然後將肉從腸衣中吸出。 另一個比較流行和更謹慎的食用方法是將香腸縱向切開，然後用叉子將肉從腸衣“刮出來”，也可以將其一端打開並像香蕉一樣，再進一步剝開，將香腸沾上黃芥末食用。
巴伐利亞白香腸通常和椒鹽卷餅（巴伐利亞語為Brezn）、巴伐利亞啤酒「Weißbier」，伴巴伐利亞甜芥末醬 (Süßer Senf) 食用。
Weißwurst其跟飲食傳統上與巴伐利亞有關，促進創造了一個幽默用語Weißwurstäquator一詞（字面意思為白香腸赤道），它是劃分德國南部地區和其他德國語言與文化的文化邊界。

## 外部連結
- Food from Bavaria published by the Bavarian Dept. for agriculture and forests
- The correct treatment of a Weißwurst （页面存档备份，存于） - essay about preparing and eating Weißwurst properly (PDF file)